# Зофія Гжиб
Зофія Гжиб (пол. Zofia Grzyb; 16 серпня 1928, Радом) — польська робітниця та партійна активістка, член Політбюро ЦК ПОРП у 1981—1986 роках. Перша жінка у вищому органі ПОРП. Вважалася у партійному керівництві представницею робітництва та «ліберального крила». Була єдиним членом профспілки Солідарність у керівництві ПОРП, але у грудні 1981 року прийняла режим воєнного стану. Реального політичного впливу не мала, але грала певну символічну роль.

## Робітниця у партії
Народилася у робітничій сім'ї. Здобула початкову освіту. У дев'ятнадцять років пішла працювати на Радомську тютюнову фабрику. У 1952—1955 роках працювала на військовому заводі Лучник. З 1955 року тридцять років працювала бригадиром Радомського шкіряного заводу Radoskór.
У 1947 році Зофія Гжиб вступила в урядущу компартію ПРП, з дня заснування у 1948 році приєдналася до ПОРП. Півтора року у 1951—1952 роках була секретарем дзельницької ради офіційних профспілок. З 1953 року — член Радомського міського комітету ПОРП. На VIII з'їзді ПОРП у лютому 1980 року як «передовий представник робітництва» обрана до складу ЦК.
Влітку 1980 року страйковий рух призвів до створення Солідарності. Зофія Гжиб вступила до незалежної профспілки. Висловлювалася за співпрацю ПОРП з «Солідарністю». У жовтні була кооптована до Центральної комісії партійного контролю. Увійшла до складу комісії Грабського — спеціального органу ЦК «з оцінки досягнутого результату та прискорення роботи зі встановлення особистої відповідальності членів ПОРП, які виконують управлінські функції». Декларованим завданням комісії було розслідування корупції та зловживань, притягнення до відповідальності партійно-державних функціонерів колишнього періоду. Громадськість і керівництво відзначили емоційно-викривальний виступ Гжиб на засіданні комісії, звернене до Едварда Герека.

## Член Політбюро
Після IX надзвичайного з'їзду ПОРП у липні 1981 року Зофія Гжиб була кооптована у Політбюро ЦК. Перший секретар ЦК Станіслав Каня демонстрував «розширення робітничого представництва». Гжиб стала першою жінкою в історії ПОРП і єдиним членом «Солідарності» у вищому органі партійної влади.
Зофія Гжиб належала у Політбюро до двох специфічних «четвірок» — «робочої» та «ліберальної». До першої, разом з Гжиб, належали Ян Лабенцький, Єжи Романик, Альбін Сивак; до другої — Ян Лабенцький, Єжи Романик, Геронім Кубяк (при цьому Кубяк і Сивак були партійними антиподами: перший представляв «горизонтальні структури», другий — «партійний бетон»). Консервативні кола ПОРП і держав Варшавського договору — особливо НДР і НРБ — висловлювали невдоволення присутністю у партійному керівництві члена «Солідарності» Гжиб.
При цьому Зофія Гжиб не була впливовою ні на ПОРП, ні на «Солідарність», не мала широкої популярності. Виступаючи з протилежних позицій, вона часто порівнювалася з Сиваком за ознаками малоосвіченості й обмеженості.

Становище країни загострювалося, і Зофія Гжиб змінювала позицію, зрушуючись у напрямі «бетону» (ту ж еволюцію проробляли Лабенцький, Романик, меншою мірою Кубяк). Гжиб висловлювалася у тому плані, що «Солідарність осені 1980 і Солідарність осені 1981 — дві різні організації» — маючи на увазі наростання у профспілці антикомуністичного радикалізму. На жовтневому пленумі ЦК ПОРП, який утвердив генерала Ярузельського першим секретарем ЦК, Гжиб відмежовувалася від «Солідарності» та різко негативно оцінювала ситуацію.
Справи йдуть дедалі гірше. Виробництво падає. Полиці у магазинах зараз майже повністю порожні. Партія перебуває у безладі, багато партійних організацій — у застої. Наші люди не відчувають підтримки з боку партійних керівних органів і перестають вірити у можливість подолання кризи.

- Зофія Гжиб
13 грудня 1981 року у Польщі було введено воєнний стан, «Солідарність» заборонена. Зофія Гжиб залишалася членом Політбюро, була присутня на церемоніальних заходах з Ярузельським й іншими керівниками. Жодної політичної ролі вона не грала, але символізувала наявність у партійному керівництві робітників, жінок і навіть колишніх членів «Солідарності».

## Відхід з політики
У 1985 році Зофія Гжиб вийшла на пенсію. На X з'їзді ПОРП у липні 1986 році виведена з ЦК та Політбюро. У бурхливих подіях кінця 1980-х — страйковому русі, Круглому столі, альтернативних виборах, перетворенні ПНР на Третю Річ Посполиту участі не брала.
У політичному контексті 1980-х років Зофія Гжиб іноді згадується з гумором як «жінка-покровителька» ПОРП.